# Johann Puch

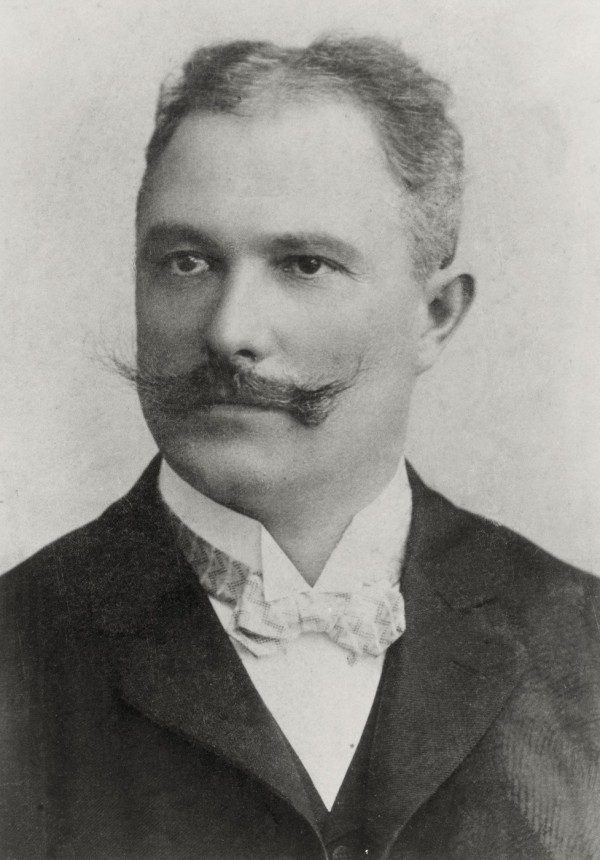
Johann Puch gegen Ende des 19. Jahrhunderts

Johann Puch, slowenisch Janez Puh, (* 27. Juni 1862 in Sakuschak bei Jurschinzen, Untersteiermark, Kaisertum Österreich; † 19. Juli 1914 in Zagreb, Österreich-Ungarn) war ein Kunstschlosser, Industrieller und Begründer der Styria-Fahrradwerke und der Puch-Werke.

## Jugend und Familie

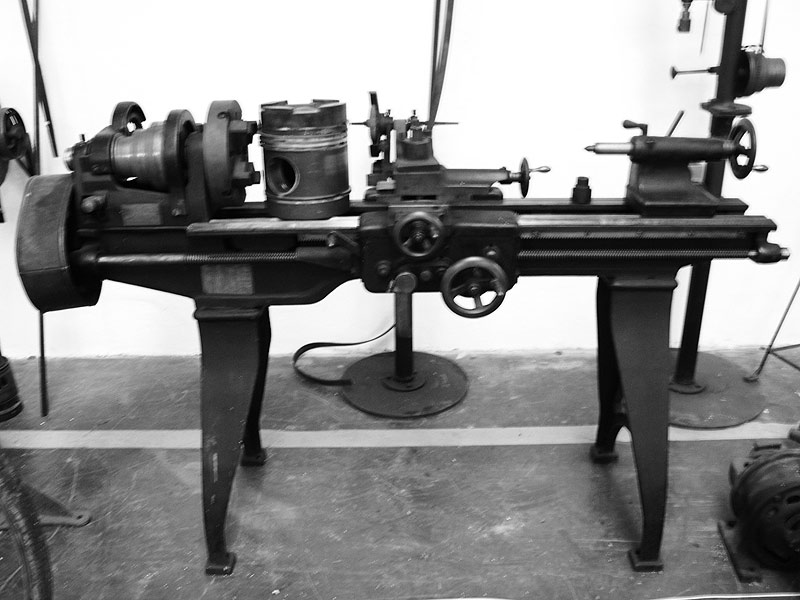
Historische Drehbank, gefunden im Grazer Reinerhof. Zeitweise von Puch selbst genutzt.

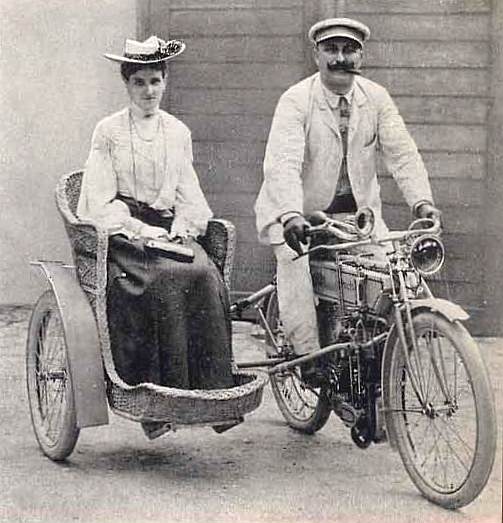
Johann Puch und seine Ehefrau Maria mit Puch 4 HP Beiwagenmaschine 1905

Janez Puh wurde in eine slowenischsprachige Familie von Kleinbauern (Keuschler) geboren. Nach neueren Forschungen war er das zweite – nicht das siebte – Kind von Franz Puch aus Zagorje und Neža, geb. Ziserl aus Sakušak. Johann „wurde als österreichischer Staatsbürger slowenischer Nationalität in der Steiermark, in der Bezirkshauptmannschaft Pettau, in der Pfarre St. Lorenz, in der Gemeinde Sakušak und dem Weiler Oblaček (in den Geburtsmatriken wird er auch Oblačjak genannt) geboren“. Sein älterer Bruder Martin (* 1858) leitete später in Budapest die Niederlassung für die Puch-Werke. Mit acht Jahren verließ Johann sein Elternhaus und war zunächst Helfer bei einem Müller in Friedau (heute Ormož). Die näheren Umstände seiner Unterbringung, Verpflichtungen und Entwicklung bei dem Müller sind ungewiss.
Mit zwölf Jahren begann er eine Lehre beim Schlossermeister Johann Kraner im Dorf Rotman in der Pfarre Juršinci, was im Gebiet der Gemeinde von Pettau (heute Ptuj) liegt. Am Ende seiner Lehre erhielt er am 21. Februar 1877 seinen Abschluss, ging auf Wanderschaft und war unter anderem in Marburg an der Drau. „Zur Volksschulzeit Johann Puchs hatte Juršinci eine einklassige Schule, in der Knaben und Mädchen gemeinsam unterrichtet wurden. Im Jahr 1879 wurde sie in eine zweiklassige Schule umgewandelt. In dieser zweiklassigen Schule soll auch Johann Puch (1879 siebzehnjährig) angemeldet gewesen sein, und zwar schon zu einer Zeit, als er die Schlosserlehre absolvierte.“ Beim Schlossermeister Anton Gerschack in Bad Radkersburg hatte Puch für längere Zeit eine Gesellenstelle. Bei der Festungsartillerie leistete er im Schweren Artillerie-Regiment Nr. 6 vom 1. Oktober 1882 bis 1885 seinen Militärdienst für die Österreichisch-Ungarische Artillerie. Am 26. November 1882 wurde er zum Grazer-Artillerie-Ergänzungsdepot versetzt. Wegen seiner Geschicklichkeit wurde er dort als Regimentsschlosser des Landeszeughauses in Graz eingesetzt. 1885 wechselte er für kurze Zeit zur Schlosserei Lapp, um sich danach in den Fahrradwerkstätten von Matthias Almer mit Franz Benesch (Graz, Wienerstraße 31) und dann bei Johann Luchscheider (Graz, Sackgasse 20) im Fahrradbau weiterzubilden. Bei der Näh-, Walk- und Waschmaschinenwerkstatt und der späteren Graziosa Fahrradwerke Benedict Albl begleitete er die Entwicklung der Fahrradwerkstätten, aus denen auch die Meteor-Fahrradwerke in Graz entstanden. Puch war am Trabersport und der Hundezucht interessiert. Außerdem war er als Radsportler aktiv und zählte zur Mannschaft des Grazer Radfahrer-Clubs. Puch heiratete am 18. September 1889 Maria Anna Reinitzhuber, eine Tochter seines wohlhabenden Förderers Karl Reinitzhuber. Als Nachfahre von Puch ist Johann Véghely-Puch bekannt, der Kundendienstleiter der Puch-Werke war und das Vorwort eines Buches von Friedrich F. Ehn zu Puch geschrieben  hat.

## Erste Firmengründungen mit Fahrradfertigung
Ab 1889 besuchte Puch mit dem Privatier Victor Kalman mehrere Fahrradhersteller und reiste mit ihm zu einer Fahrradausstellung nach Leipzig. Er machte sich selbständig und übernahm in der Folgezeit die Vertretung der englischen Humber-Werke und des deutschen Herstellers Winklhofer & Jännicke (später Wanderer-Werke AG).
Nach mehreren Anläufen erhielt er am 25. September 1889 die Betriebserlaubnis für eine Fahrrad-Werkstatt auf dem Gelände seiner Schwiegereltern. Im selben Jahr wurde das erste Puch-Fahrrad, ein Sicherheitsniederrad, unter dem Markennamen Styria ausgeliefert. Der Markenname (lat.) Styria steht für das Bundesland Steiermark, in dessen Landeshauptstadt Puch seinen Betrieb aufbaute. Schon Mitte 1890 erwies sich die Werkstatt als zu klein, und Puch zog mit finanzieller Unterstützung eines Partners in ein größeres Gebäude um. 1891 wurde die Handelsgesellschaft „Johann Puch & Comp.“ eingetragen und beschäftigte 34 Arbeiter. Den Durchbruch für das weitere Wachstum des Unternehmens und für das Styria-Rad brachte der dritte Platz des Rennfahrers Franz Gerger bei der Distanzradfahrt Wien–Berlin 1893; Puch hatte auch den Sieger des ersten Rennens Paris–Roubaix, Josef Fischer, sowie den mehrfachen Hochradmeister und Wien-Berlin-Teilnehmer Bruno Büchner unter Vertrag. Styria-Räder wurden bis nach England und Frankreich exportiert.
1893 erkrankte Puch am Herzen und musste kürzertreten. Da die Nachfrage nach Rädern weiterhin groß war, trat die Bielefelder Maschinenfabrik Dürkopp als Kommanditistin in das Unternehmen ein. 1895 beschäftigte Puch schon 330 Arbeiter, die jährlich rund 6000 Fahrräder produzierten. Ebenfalls 1895 kam es zu Streiks und blutigen Demonstrationen der Arbeiter, deren Resultat kürzere Arbeitszeiten und Lohnerhöhungen waren. 1897 verließ Puch wegen Unstimmigkeiten mit den neuen Partnern das Unternehmen, das inzwischen als Johann Puch & Comp., Styria Fahrradwerke und später als Styria-Fahrrad- und Dürkopp-Werke -A.G. aus Graz formierte. Puch verpflichtete sich bei der Trennung, zwei Jahre lang keinen Konkurrenzbetrieb zu eröffnen.

## Wachstum und Gründung der Puch-Werke

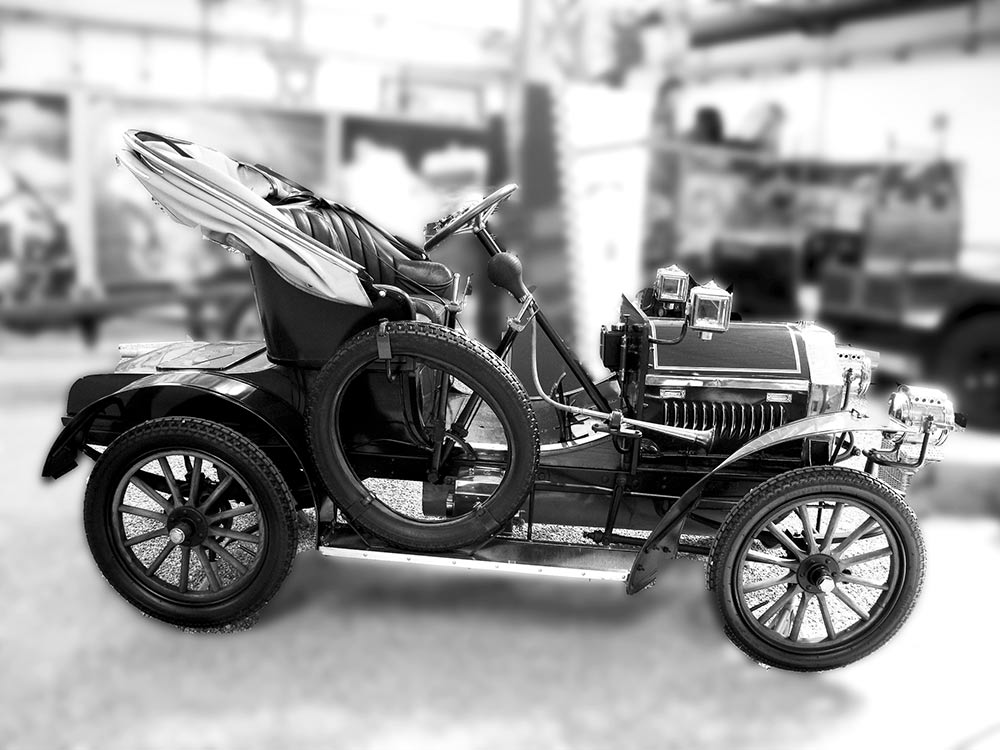
Puch Voiturette von 1906

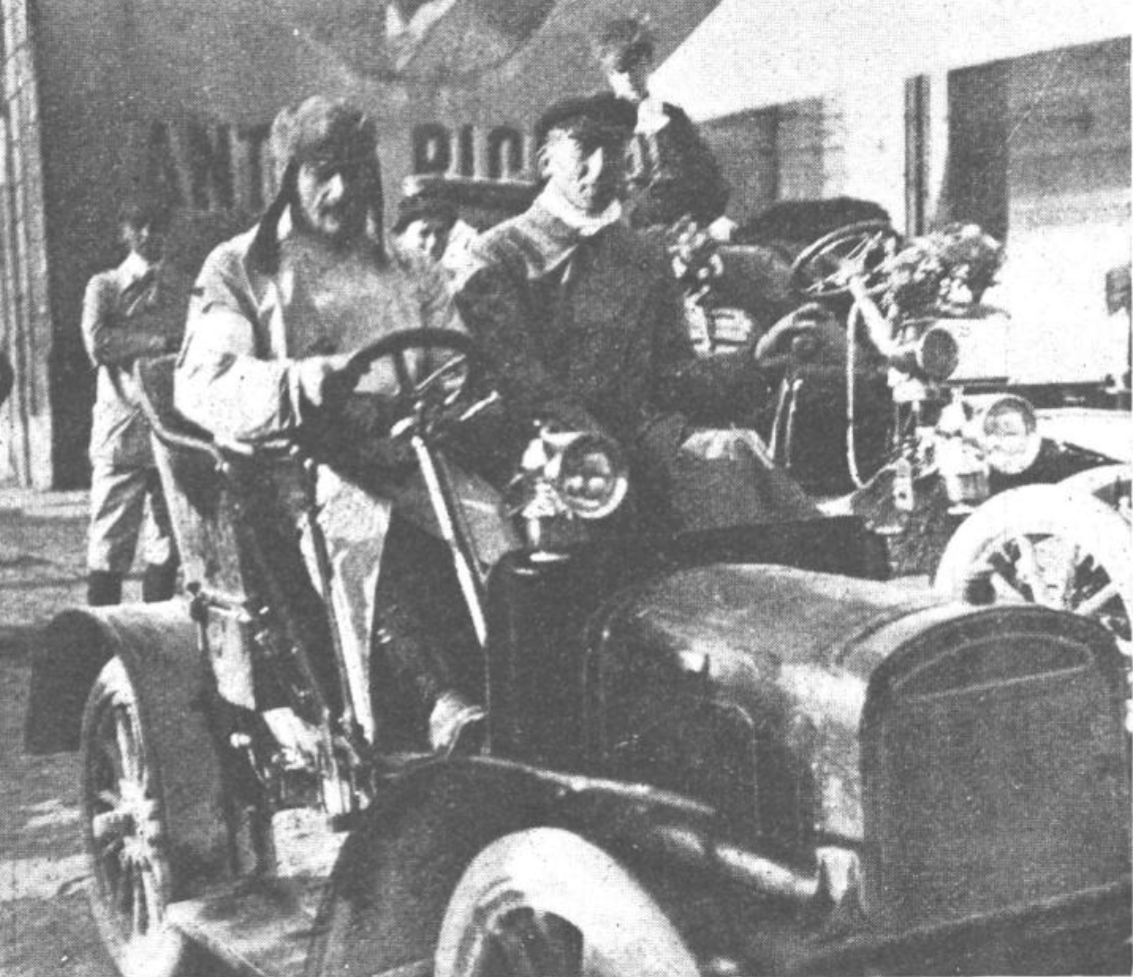
Puch Voiturette mit Johann Puch am Steuer 1906

Puch wollte dennoch weiterhin Fahrzeuge bauen und umging das Wettbewerbsverbot auf besondere Art. Sein ehemaliger Werkmeister Anton Werner und der ehemalige Prokurist Martin Nöthing gründeten die  Grazer Fahrradwerke Anton Werner & Compagnie und ließen sie am 17. Dezember 1897 im Grazer Handelsregister eintragen. Als Marke nutzte das neue Unternehmen die Bezeichnung „Styria-Original“ und später eine Wort-Bildmarke mit der Nymphe Styria für den Verkauf der Räder. Dagen klagte Dürkopp erfolgreich auf Unterlassung, was die Wernerschen Werke nicht am Wachstum hinderte. Das neue Werk des Unternehmens wurde auf dem Areal einer ehemaligen Wassermühle in Puntigam (Graz) errichtet.
Als die Wartezeit des Wettbewerbsverbotes abgelaufen war, wurde Puch offiziell als Eigentümer der Wernerschen Fahrradfabrik eingetragen. Am 14. April 1899 ließ Puch persönlich das Markenzeichen „Puch-Rad“ mit dem Zusatz „Johann Puch Fahrradwerke - Graz“ im Markenregister der Steiermark eintragen. Am 18. Mai 1899 wurde die alte Wernersche Firma gelöscht und am 27. September 1899 ließ Puch die Johann Puch – Erste steiermärkische Fahrrad-Fabriks-Actien Gesellschaft in Graz in das Handelsregister eintragen. Die Erwerbung der Puch-Fahrradwerke war eines der ersten Geschäfte dieser Aktiengesellschaft. Es wurden neben Fahrrädern ab 1903 auch Motorräder und ab 1906 Automobile in Serienfertigung hergestellt. Die Entwicklung der Autos wurde ein besonderes Anliegen von Puch. 1903 wurde zusätzlich eine Werksvertretung für Mannesmann-MULAG-Lastkraftwagen übernommen und ab 1906 die österreichische Generalvertretung für Dixi-Automobile aus Eisenach. Bis zum Juli 1912 leitete Puch das Unternehmen als Generaldirektor. Danach zog er sich wegen neuerlicher Gesundheitsprobleme am Herzen von der Betriebsleitung zurück und widmete sich seinen Hobbys und Rennpferden.
Im Frühjahr 1914 übernahm Puch eine Position im Verwaltungsrat des 1914 in die Puch-Werke Aktiengesellschaft umgewandelten Unternehmens. Dieses beschäftigte inzwischen 1400 Arbeiter im Grazer Betrieb und hatte ein umfangreiches Programm von „Fahr- und Motorrädern, Sport- und Luxusautos, Last- und Lieferwagen, Omnibussen, Feldbahnmotoren und tragbaren Scheinwerferaggregaten“. Am 19. Juli 1914 starb Puch an einem Herzschlag in Zagreb. Nur zehn Tage später, am 28. Juli 1914 erklärte Österreich-Ungarn Serbien den Krieg. Im folgenden Verlauf des Ersten Weltkrieges war das Unternehmen wichtiger Lieferant des k.u.k. Heeres.

## Zeitleiste im Leben und Wirken von Johann Puch

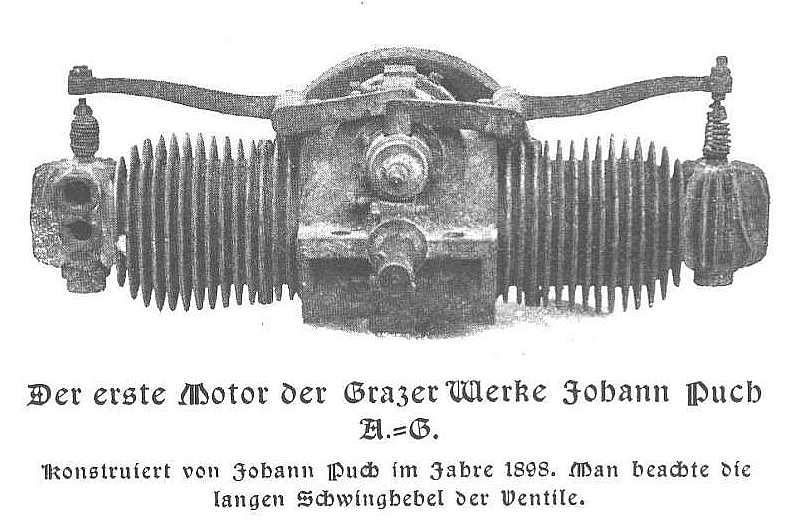
Diesen 2-Zylinder-Boxermotor entwickelte Puch 1898

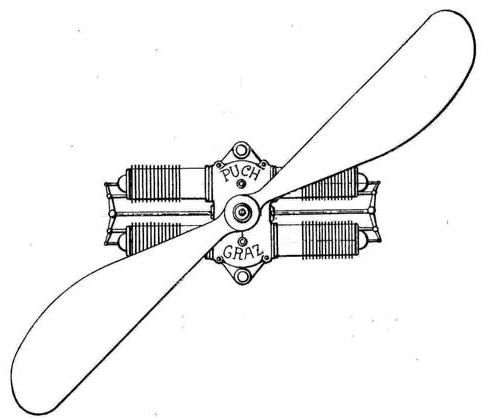
Puch-Flugmotor von 1909, Patent AT 48877

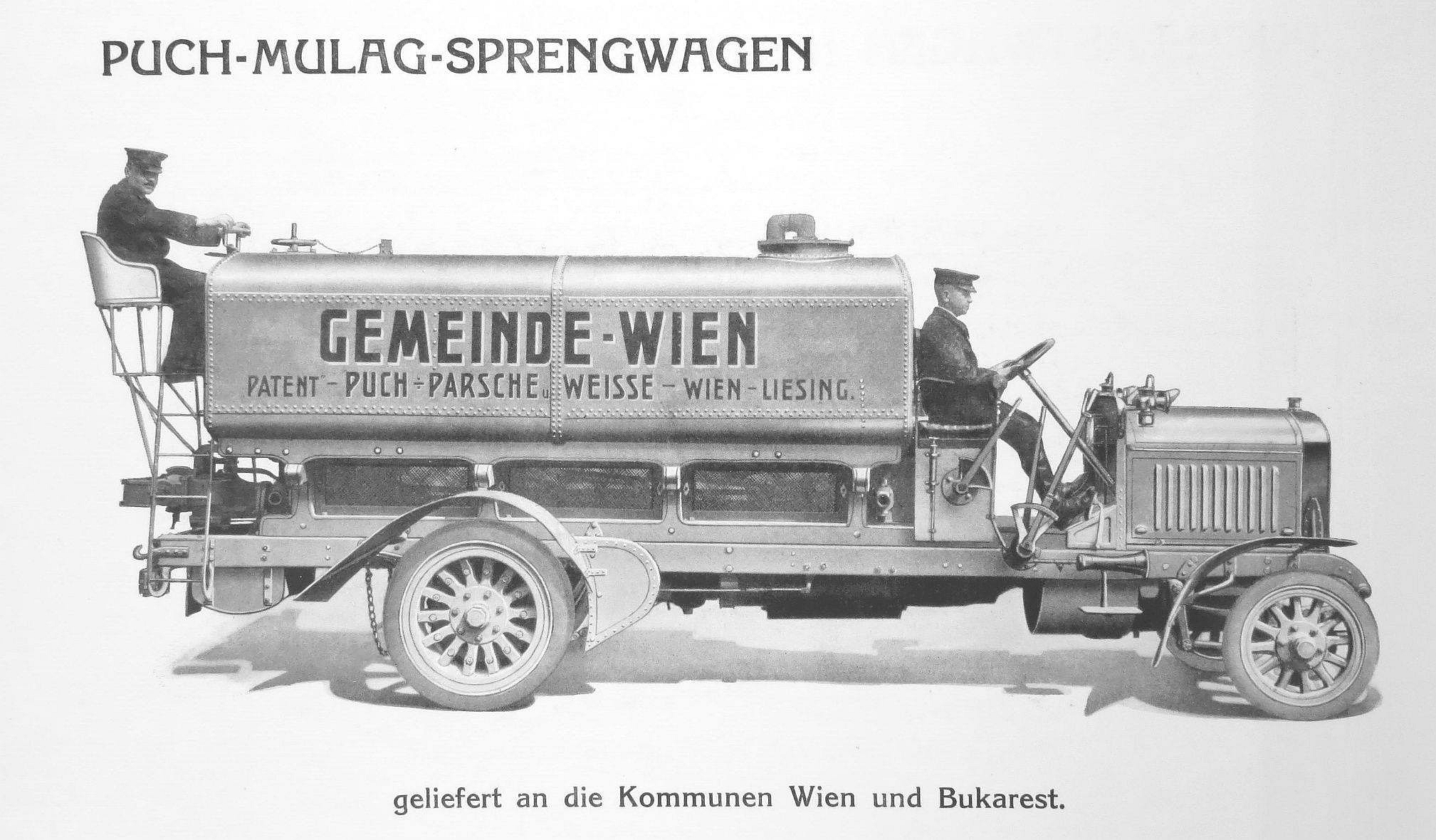
Puch-MULAG-Sprengwagen aus dem Modellprogramm 1913 für Lastkraftwagen von Puch

Nachfolgend eine Übersicht von Ereignissen im Leben und Wirken von Johann Puch:
- 27. Jun. 1862  Geburt in Sakušak, Untersteiermark.
- 21. Feb. 1877  Lehrzeugnis vom Schlossermeister Johann Kraner in Pettau.
- 1. Okt. 1882 bis 1885, Militärzeit, hauptsächlich in Graz.
- 4. Jun. 1889 Verleihung der Gewerbeberechtigung für eine Werkstatt in Graz.
- 18. Sep. 1889 Heirat mit Maria Anna Reinitzhuber.
- 17. Jun. 1890, Verleihung des Gewerbescheins zur fabriksmäßigen Produktionsberechtigung von Fahrrädern in Graz.
- 1. Jul. 1891 Gründung der offenen Handelsgesellschaft Johann Puch & Comp. (Puch & Compagnie OHG) in Graz.
- 2. Okt. 1894 Umwandlung der Johann Puch & Comp. zur Johann Puch & Comp. KG (Kommanditgesellschaft).
- 15. Jan. 1897 Eintritt von Dürkopp in die Johann Puch & Comp.
- 27. Feb. 1897 Umbenennung nach  Johann Puch & Compagie Styria-Werke.
- 13. Jul. 1897 Ausscheiden von Johann Puch mit Wettbewerbsverbot.
- 27. Sep. 1899 Gründung von Johann Puch – Erste steiermärkische Fahrrad-Fabriks-A.G.
- 1901 Puch baut sein erstes Versuchsautomobil.
- 1901 Bau des ersten Versuchsmotorrades, Einzylinder-Motor und Beiwagen.
- 1903 Serienfertigung von Motorrädern, Riemenantrieb, Einzylinder- und V-Motoren.
- 1903 Werksvertretung für Scheibler Automobil-Industrie GmbH später MULAG-Lastkraftwagen.
- 1906 Übernahme der Generalvertretung für Dixi-Automobile.
- 1906 Beginn Serienfertigung Automobile mit 2-Zylinder-V-Motor.
- 1908 Das 100.000ste Fahrrad wird gefertigt.
- 1909 Puch lässt einen Flugmotor (4-Zylinder-Boxer) patentieren.
- 1910 Von MULAG wird eine Herstellerlizenz erworben.[11]
- 19. Mai 1914 Umbenennung des Unternehmens nach Puchwerke A.G.
- 19. Jul. 1914 Johann Puch stirbt.

```
Nachgang:
```

- 3. Jul. 1933 Auflösung der Styria-Fahrrad- und Dürkopp-Werke AG.[12]
- 5. Aug. 1987 Auslieferung des letzten Fahrrads aus der Produktion der Steyr-Daimler-Puch AG in Graz.[13]

## Patente von Johann Puch und seinen Unternehmen
Johann Puch meldete etliche Patente seiner Entwicklungen an, die teils auf ihn persönlich und später im Rahmen seiner Unternehmen registriert wurden. Nachfolgend Verweise auf einige dieser Patente (unvollständig):
- Patent  GB189507331A: Improvements in and relating to Bicycles.. Angemeldet am 10. April 1895, veröffentlicht am 15. Februar 1896, Erfinder: Johann Puch.‌
(Konstruktionszeichnungen für Fahrradrahmen und Hinterradaufnahme mit Kettenspanner.)
- Patent  GB189709390A: Improvements in and relating to Velocipedes.. Veröffentlicht am 19. März 1898, Erfinder: Johann Puch.‌
(Konstruktionszeichnung für ein Klapprad, optional als Militärfahrrad (Gewehrhalterung).)
- Patent  AT1859B: Verfahren zur Herstellung von Kettenrädern.. Veröffentlicht am 10. August 1900, Erfinder: Johann Puch.‌
(Konstruktionszeichnung und Herstellungsprozess für Kettenblätter.)
- Patent  CH21059A: Neuerung an zweicylindrigen Explosionsmotoren.. Veröffentlicht am 15. Mai 1901, Erfinder: Johann Puch.‌
(Konstruktionszeichnung für einen Boxermotor, ein Pleuel, durchgehende Kolbenstange verbundene Kolben.)
- Patent  FR321254A: Bicyclette pour le transport des blessés.. Veröffentlicht am 6. Januar 1903, Erfinder: Johann Puch.‌
(Konstruktionszeichnung für Klapprad mit Trage für den Krankentransport.)
- Patent  CH29345A: Einrichtung zur Verstellung des Zündzeitpunktes an Explosionskraftmaschinen mit elektrischer Zündung.. Veröffentlicht am 15. August 1904, Erfinder: Johann Puch.‌
(Konstruktionszeichnung für eine Zündzeitpunktkorrektur-Einrichtung.)
- Patent  AT16108B: Feststellvorrichtung für Zündvorrichtungen von Explosionskraftmaschinen.. Veröffentlicht am 10. Mai 1904, Erfinder: Johann Puch.‌
(Konstruktionszeichnung für eine Zündzeitpunktsteuerung.)
- Patent  AT16108B: Planetenradgetriebe mit doppelter Übersetzung für Motorfahrzeuge u. dgl.. Veröffentlicht am 10. Oktober 1906, Anmelder: Erste steiermärkische Fahrrad-Fabriks-Actien Gesellschaft, Erfinder: Johann Puch.‌
(Konstruktionszeichnung für ein Planetengetriebe.)
- Patent  AT27565B: Einrichtung an durch Explosionsmotoren getriebenen Motorfahrzeugen zur Erwärmung des Schmieröles.. Veröffentlicht am 25. Februar 1907, Anmelder: Erste steiermärkische Fahrrad-Fabriks-Actien Gesellschaft, Erfinder: Johann Puch.‌
(Konstruktionszeichnung für eine Ölvorwärmung zur Viskositäts-Verbesserung.)
- Patent  AT29741B: Planetenradgetriebe mit doppelter Übersetzung für Motorfahrzeuge u. dgl.. Veröffentlicht am 10. September 1907, Anmelder: „Styria“-Fahrrad-Werke Johann Puch & Comp., Erfinder: Johann Puch.‌
(Zusatzpatent und Konstruktionszeichnung für ein Planetengetriebe.)
- Patent  AT39361B: Regelungsventil für Verbrennungskraftmaschinen.. Veröffentlicht am 25. Oktober 1909, Anmelder: Erste steiermärkische Fahrrad-Fabriks-Actien Gesellschaft, Erfinder: Johann Puch.‌
(Konstruktionszeichnung für einen Drehzahlbegrenzer im Ansaugstutzen.)
- Patent  FR410572A: Perfectionnement aux moteurs à combustion.. Veröffentlicht am 24. Mai 1910, Anmelder: Erste steiermärkische Fahrrad-Fabriks-Actien Gesellschaft, Erfinder: Johann Puch.‌
(Konstruktionszeichnung für einen 4-Zylinder-Boxermotor, 2 Kurbelwellen, 4 Pleuel, Kurbelwellenkopplung über Zentraltriebrad.)
- Patent  AT48877B: Vierzylindrige Kolbenmaschine.. Angemeldet am 8. November 1909, veröffentlicht am 10. Juli 1911, Anmelder: Erste steiermärkische Fahrrad-Fabriks-Actien Gesellschaft, Erfinder: Johann Puch.‌
(Konstruktionszeichnung für einen 4-Zylinder-Boxermotor, 2 Kurbelwellen, 4 Pleuel, Kurbelwellenkopplung über Zentraltriebrad.)
- Patent  AT56014B: Einrichtung zur Abdichtung rahmenloser Fenster und zur Verhinderung von Vibrationen der Scheibe.. Veröffentlicht am 25. Oktober 1912, Anmelder: Erste steiermärkische Fahrrad-Fabriks-Actien Gesellschaft, Erfinder: Johann Puch.‌
(Konstruktionszeichnung zur Führung und Abdichtung von Automobilscheiben.)
- Patent  AT61528B: Farbbandumsteuerung.. Veröffentlicht am 10. Oktober 1913, Anmelder: Erste steiermärkische Fahrrad-Fabriks-Actien Gesellschaft, Erfinder: Johann Puch.‌
(Konstruktionszeichnung zur Farbbandsteuerung für eine Schreibmaschine.)
- Patent  CH62407A: Schraubenschlüssel für Radsicherungen.. Veröffentlicht am 17. November 1913, Anmelder: Erste steiermärkische Fahrrad-Fabriks-Actien Gesellschaft, Erfinder: Johann Puch.‌
(Konstruktionszeichnung für einen Schraubenschlüssel als Spezialwerkzeug.)
- Patent  AT64139B: Zwischen Spritzbrett und Motor gebildeter Luftableitungskanal bei Kraftfahrzeugen.. Veröffentlicht am 26. März 1914, Anmelder: Erste steiermärkische Fahrrad-Fabriks-Actien Gesellschaft, Erfinder: Johann Puch.‌
(Konstruktionszeichnung für eine gezielte Kühlluftabfuhr mit verbundener Motorraumkapselung.)
- Patent  GB191221695A: Improvements in and connected with Vehicle Wheels.. Veröffentlicht am 8. Mai 1913, Anmelder: Erste steiermärkische Fahrrad-Fabriks-Actien Gesellschaft.‌
(Konstruktionszeichnung für einen Zentralverschluss für Speichenräder bei Automobilen.)
- Patent  US1097047A: Type-Writer.. Veröffentlicht am 19. Mai 1914, Anmelder: Erste steiermärkische Fahrrad-Fabriks-Actien Gesellschaft.‌
(Konstruktionszeichnung für eine Schreibmaschine.)
- Patent  AT65237B: Kardanantrieb für Motorräder.. Veröffentlicht am 10. Juni 1914, Anmelder: Erste steiermärkische Fahrrad-Fabriks-Actien Gesellschaft.‌
(Konstruktionszeichnung für Kardanantrieb bei Motorrädern.)
- Patent  AT67476B: Abnehmbares Rad für Motorfahrzeuge.. Veröffentlicht am 11. Januar 1915, Anmelder: Erste steiermärkische Fahrrad-Fabriks-Actien Gesellschaft.‌
(Konstruktionszeichnung für eine Schnellwechselmontage von Fahrzeugrädern.)

## Ehrungen
- Der Grazer Kapellmeister Eduard Wagnes widmete Johann Puch einen eigenen Marsch, den Puch-Marsch.[14]
- In Bad Radkersburg erinnert das Puchhaus daran, dass Johann Puch in diesem Gebäude einen Teil seiner Ausbildung absolvierte.
- Ein Förderungspreis für Diplomarbeiten der Magna Holding AG, die Teile der Puch-Werke übernommen hat, wurde im Gedenken an Johann Puch benannt.[15]
- In der slowenischen Stadt Ptuj (Pettau) wurde Johann Puch (Janez Puh) eine Brücke gewidmet. (Fotos[16] Strukturdaten[17])
- Nach Johann Puch ist in Graz, in den Bezirken Gries (V.) und Puntigam (XVII.), die Puchstraße benannt, die zum ehemaligen Puch-Werk (Einserwerk), heute ein Gewerbepark, und dann weiter zur Puntigamer Straße führt.
- Im Jahr 1972 wurde in Wien-Donaustadt (22. Bezirk) die Puchgasse nach ihm benannt.
- 2012 gab die österreichische Post eine Sondermarke mit dem Porträt des Fahrzeugtechnikers heraus.

Von Kapellmeister Eduard Wagnes meinem lieben Freunde gewidmet.
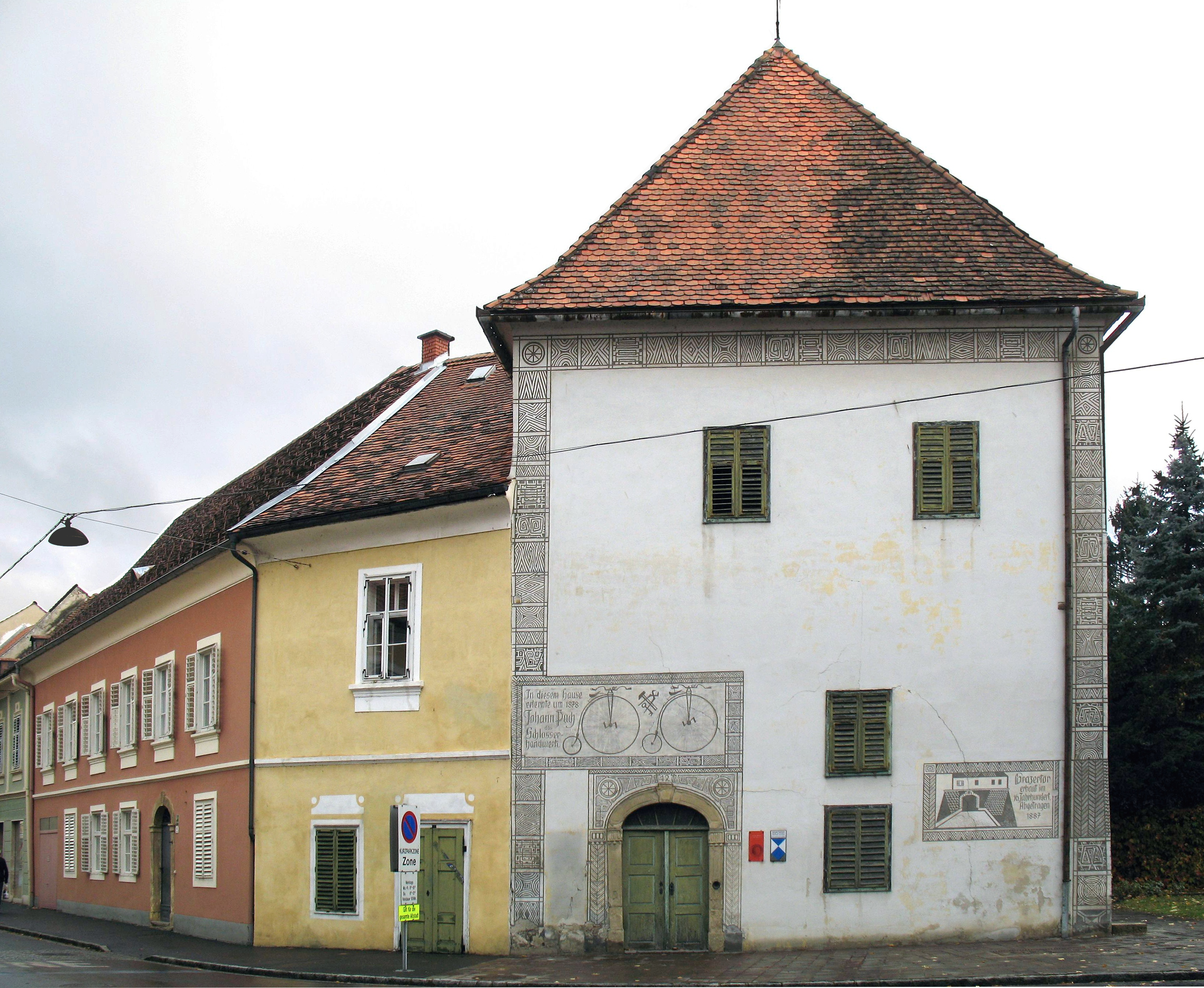
Am Puchhaus in Bad Radkersburg erinnert ein Sgraffito daran, dass Puch in der dortigen Werkstatt von Anton Gerschack arbeitete.

## Grabstätte

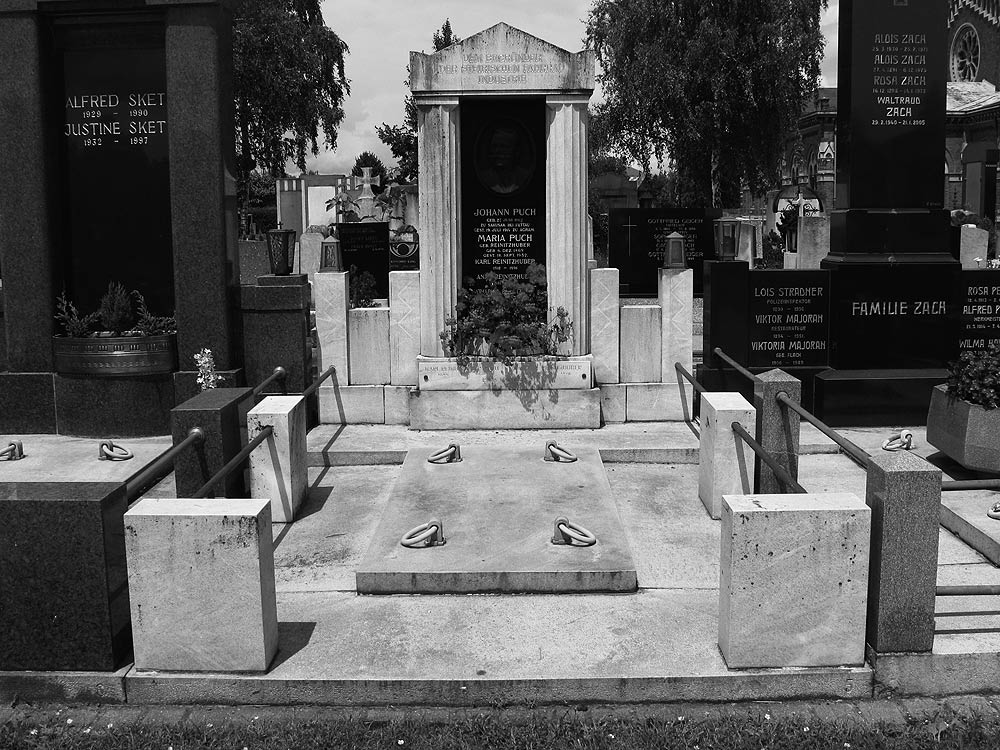
Das Grab des Johann Puch/Janez Puh in Graz

Johann Puch, der Begründer der steirischen Fahrradindustrie, wurde auf dem Grazer Zentralfriedhof (Ehrengrab) in der (Familiengruft Puch, (Feld 13b II)) beigesetzt.